# Uganda na Letnich Igrzyskach Olimpijskich 1956
Uganda na Letnich Igrzyskach Olimpijskich 1956 – występ kadry sportowców reprezentujących Ugandę na igrzyskach olimpijskich w Melbourne. Reprezentacja liczyła 3 zawodników – samych mężczyzn.
Był to pierwszy w historii występ reprezentacji Ugandy na letnich igrzyskach olimpijskich.

## Reprezentanci

### Lekkoatletyka
| Zawodnik  | Konkurencja   | Eliminacje | Eliminacje | Ćwierćfinał | Ćwierćfinał | Półfinał | Półfinał | Finał | Finał   | Źródło |
| Zawodnik  | Konkurencja   | Wynik      | Miejsce    | Wynik       | Miejsce     | Wynik    | Miejsce  | Wynik | Miejsce | Źródło |
| --------- | ------------- | ---------- | ---------- | ----------- | ----------- | -------- | -------- | ----- | ------- | ------ |
| Ben Nduga | bieg na 100 m | 10,88      | 5. Q       | 12,95       | 24.         | NQ       | NQ       | NQ    | NQ      | [ 1 ]  |
| Ben Nduga | bieg na 200 m | 22,89      | 64.        | NQ          | NQ          | NQ       | NQ       | NQ    | NQ      | [ 2 ]  |

| Zawodnik        | Konkurencja | Kwalifikacje | Kwalifikacje | Finał | Finał   | Źródło |
| Zawodnik        | Konkurencja | Wynik        | Miejsce      | Wynik | Miejsce | Źródło |
| --------------- | ----------- | ------------ | ------------ | ----- | ------- | ------ |
| Patrick Etolu   | skok wzwyż  | 1,92         | =7. Q        | 1,96  | =12.    | [ 3 ]  |
| Lawrence Ogwang | skok w dal  | 6,62         | 27.          | NQ    | NQ      | [ 4 ]  |
| Lawrence Ogwang | trójskok    | 14,95        | 14. Q        | 14,72 | 20.     | [ 5 ]  |